# Brooke Fraser
Brooke Gabrielle Ligertwood (Wellington, 15. prosinca 1983.), novozelandska je pjevačica, pretežno poznata po izvođenju suvremene kršćanske i pop glazbe. Rođena je u novozelandskom glavnom gradu u obitelji portugalskih, fidžijskih i škotskih korijena.
Fraser je 2005. godine postala članicom australskog kršćanskog glazbenog sastava Hillsong Worship, a 2010. ga napušta i posvećuje se samostalnoj karijeri. 2016. vraća se u Hillsong Worship. Izvođačica je i tekstospisateljica je Grammyjem nagrađene pjesme What A Beautiful Name (Kako divno ime).

## Albumi
- What to Do with Daylight (2003.)
- Albertine (2006.)
- Flags (2010.)
- Brutal Romantic (2014.)